# Anatoli Polosin
Anatoli Fiodorovici Polosin (rusă Анатолий Фёдорович Полосин; n. 30 august 1935; d. 11 septembrie 1997 în Moscova) a fost un antrenor de fotbal rus.